# Wilhelm Haquinius
Wilhelm Haquinius, född 7 maj 1885 i Sveg, död 23 februari 1958 i Danderyd, var en svensk skådespelare, hovklockare och sångare. Han var gift med skådespelaren Hedvig Nenzén.

## Filmografi
- 1920 – Gyurkovicsarna
- 1921 – Högre ändamål
- 1921 – Kvarnen
- 1925 – Karl XII
- 1931 – En natt
- 1934 – Atlantäventyret
- 1935 – Äktenskapsleken
- 1937 – Familjen Andersson
- 1937 – John Ericsson - segraren vid Hampton Roads
- 1937 – Konflikt
- 1938 – Karriär
- 1938 – Med folket för fosterlandet
- 1940 – Stål
- 1945 – Resan bort
- 1947 – Maj på Malö

## Teater

### Roller (ej komplett)
| År   | Roll               | Produktion                                                  | Regi        | Teater      |
| ---- | ------------------ | ----------------------------------------------------------- | ----------- | ----------- |
| 1908 |                    | Amatörtjuven E. W. Hornung och Eugene Presbrey              |             | Vasateatern |
| 1908 |                    | Har ni något att förtulla? Maurice Hennequin                |             | Vasateatern |
| 1908 | Saint-Asisses      | Fröken Josette - min hustru Paul Gavault och Robert Charvay |             | Vasateatern |
| 1908 | Charles Widdicombe | Bland bålde riddersmän Harriett Jay                         | Knut Nyblom | Vasateatern |